# Lumbrineris index
Lumbrineris index är en ringmaskart som beskrevs av Moore 1911. Lumbrineris index ingår i släktet Lumbrineris och familjen Lumbrineridae. Inga underarter finns listade i Catalogue of Life.